# Битва при Кибероне (1759)
Сражение в бухте Киберон (англ. Battle of Quiberon Bay, фр. Bataille des Cardinaux) — морское сражение Семилетней войны между флотами Великобритании и Франции, состоявшееся в бухте Киберон, на побережье Франции в Бискайском заливе 20 ноября 1759 года.

## Предыстория
После трёх лет войны положение Франции на заморских театрах (Канада, Западная Африка, Индия, Средиземное море) было более чем шатким. Пытаясь решить все проблемы одним ударом, Шуазейль задумал высадку 20-тысячного корпуса в Шотландии, чтобы перенести войну на Британские острова. Находящийся в Бресте флот должен был прорваться через блокаду и принять под охрану транспорты с войсками в заливе Морбиан.
Из-за вестовых штормов в первую неделю ноября блокирующий флот адмирала Хока вынужден был оттянуться от берега. Пользуясь этим, де Конфлан вышел 14 ноября, при первой же перемене ветра. Он обнаружил в бухте Киберон небольшую английскую эскадру Роберта Даффа (HMS Rochester, HMS Chatham, ещё два 50-пушечных и четыре фрегата). Убедившись, что это не главный флот, де Конфлан решил атаковать. В то же время его выход был замечен несколькими кораблями, и в конце концов судно снабжения Love and Unity донесло об этом Хоку.

## Ход боя
Дафф разделил свои корабли на две части, к северу и югу, и де Конфлан решил преследовать обе. Для этого он также разделил свои силы подивизионно, причем третий дивизион остался охранять вход в бухту, так как мористее были обнаружены неизвестные паруса. Когда стало ясно, что с моря подходит английский флот, де Конфлан отозвал преследование и скомандовал строить линию баталии. Этому способствовал ветер от ENE. Но уже в ходе боя ветер зашел к NW, и расстроил порядок французов.
Английский флот под командованием адмирала Эдварда Хока (англ. Edward Hawke), состоящий из 23 линейных кораблей и 10 фрегатов, в жестокий прижимной шторм (ветер WNW, со стороны моря) атаковал французский флот под командованием маршала графа де Конфлана (фр. Hubert de Brienne, Comte de Conflans), состоящий из 21 линейного корабля и 3 фрегатов. В ходе первой части боя французы потеряли 2 корабля потопленными и 2 захваченными, и укрылись в заливе у полуострова Киберон. Адмирал Хок, развивая успех, вошел в бухту, потеряв при этом 2 корабля на отмели острова фр. Le Four, и атаковал укрывшийся там французский флот. В ходе второй части боя французский флот был рассеян, ещё три корабля потеряно, в том числе на мелях, один захваченный сел на мель и был сожжен.
По данным Танстолла, практически весь французский флот был уничтожен или захвачен, кроме четырёх кораблей, которым удалось укрыться в устье мелководной реки. Так или иначе, флот де Конфлана перестал существовать, а французская экспедиция была сорвана.

## Силы сторон
| Великобритания                | Великобритания | Великобритания                                  | Великобритания | Франция                    | Франция | Франция                                              | Франция | Франция                                       |
| Корабль                       | Пушек          | Командир                                        | Экипаж         | Корабль                    | Пушек   | Командир                                             | Экипаж  | Примечания                                    |
| ----------------------------- | -------------- | ----------------------------------------------- | -------------- | -------------------------- | ------- | ---------------------------------------------------- | ------- | --------------------------------------------- |
| Royal George                  | 100            | Адмирал Эдвард Хок капитан Campbell             | 880            | Soleil Royal               | 84 (?)  | маршал да Конфлан капитан B. de Chasac               | 950     | сел на мель, сожжен                           |
| Union                         | 90             | контр-адмирал сэр Чарльз Харди капитан J. Evans | 770            | Orient                     | 80      | шевалье de Guébridant Budes капитан N. de la Filière | 750     | укрылся в Рошфоре                             |
| Duke                          | 80             | капитан Самуэль Грейвз                          | 800            | Glorieux                   | 74      | Villars de la Brosse                                 | 650     | укрылся в р. Вилен                            |
| Namur                         | 90             | Matthew Buckle                                  | 780            | Robuste                    | 74      | Fragnier de Vienne                                   | 650     | укрылся в р. Вилен                            |
| Resolution (разбился на мели) | 74             | Henry Speke                                     | 600            | Dauphin Royal              | 70      | шевалье d’Uturbie Fragosse                           | 630     | укрылся в Рошфоре                             |
| Hero                          | 74             | George Edgcumbe                                 | 600            | Dragon                     | 64      | Vassor de la Touche                                  | 450     | укрылся в р. Вилен                            |
| Warspite                      | 74             | сэр John Bentley                                | 600            | Solitaire                  | 64      | Vicomte de Langle                                    | 450     | укрылся в Рошфоре                             |
| Hercules                      | 74             | W. Fortescue                                    | 600            | Второй дивизион Tonnant    | 80      | шевалье де Бофремон Capt. St Victoret                | 800     | укрылся в Рошфоре                             |
| Torbay                        | 70             | Август Кеппель                                  | 520            | Intrépide                  | 74      | Chastologer                                          | 650     | укрылся в Рошфоре                             |
| Magnanime                     | 70             | виконт Хау                                      | 520            | Thésée                     | 74      | Kersaint de Coetnempren                              | 650     | затонул                                       |
| Mars                          | 70             | коммодор James Young                            | 520            | Northumberland             | 70      | Belingant de Kerbabut                                | 630     | укрылся в Рошфоре                             |
| Swiftsure                     | 70             | сэр Thomas Stanhope                             | 520            | Superbe                    | 70      | Montalais                                            | 630     | потоплен Royal George                         |
| Dorsetshire                   | 70             | сэр Peter Denis                                 | 520            | Eveillé                    | 64      | Prévalais de la Roche                                | 450     | укрылся в р. Вилен                            |
| Burford                       | 70             | Джеймс Гамбье                                   | 520            | Brillant                   | 64      | Keremar Boischateau                                  | 450     | укрылся в р. Вилен                            |
| Chichester                    | 70             | W. S. Willet                                    | 520            | Третий дивизион Formidable | 80      | De Saint André du Vergé капитан St André             | 800     | взят Resolution                               |
| Temple                        | 70             | Hon. W. Shirley                                 | 520            | Magnifique                 | 74      | Bigot de Morogues                                    | 650     | укрылся в Рошфоре                             |
| Essex (разбился на мели)      | 64             | Lucius O’Brien                                  | 480            | Héros                      | 74      | Vicomte de Sanzay                                    | 650     | Сдался, но сел на мель на другой день, сожжен |
| Revenge                       | 64             | J. Storr                                        | 480            | Juste                      | 70      | François de Saint Allouarn                           | 630     | разбился в устье Луары                        |
| Montague                      | 60             | Джошуа Роули                                    | 400            | Inflexible                 | 64      | Tancrede                                             | 540     | разбился в устье р. Вилен                     |
| Kingston                      | 60             | Thomas Shirley                                  | 400            | Sphinx                     | 64      | Goyon                                                | 450     |                                               |
| Intrepid                      | 60             | J. Maplesden                                    | 400            | Bizarre                    | 64      | Prince de Montbazon                                  | 450     | укрылся в Рошфоре                             |
| Dunkirk                       | 60             | R. Digby                                        | 420            | Hébé (фрегат)              | 40      |                                                      | 300     | вернулся в Брест                              |
| Defiance                      | 60             | P. Baird                                        | 420            | Vestale (фрегат)           |         |                                                      | 254     | укрылся в р. Вилен                            |
| Chatham                       | 50             | J. Lockhart                                     | 350            | Aigrette                   |         |                                                      |         | укрылся в р. Вилен                            |
| Minerva (фрегат)              | 32             | Александр Худ                                   | 220            | Calypso                    |         |                                                      |         | укрылся в р. Вилен                            |
| Venus (фрегат)                | 36             | T. Harrison                                     | 240            | Prince Noir/Noire          |         |                                                      |         | укрылся в р. Вилен                            |
| Vengeance (фрегат)            | 28             | F. Burslem                                      | 200            | Vengeance                  | ?       |                                                      |         |                                               |
| Coventry (фрегат)             | 28             | D. Digges                                       | 200            |                            |         |                                                      |         |                                               |
| Sapphire (фрегат)             | 32             | Sir J. Strachan                                 | 220            |                            |         |                                                      |         |                                               |